# Elena Roger
Elena Silvia Roger (Buenos Aires, 27 ottobre 1974) è un'attrice e cantante argentina, nota soprattutto come interprete di musical nel West End di Londra.

## Carriera
Prima del debutto londinese, la Roger aveva già accumulato esperienza in Argentina. Nel 1997 viene nominata ad un Trinidad Guevara Award alla Miglior Attrice per Yo Que Tu Me Enamoraba. Ha preso parte anche alle produzioni argentine di noti musical come Nine, Houdini, The Beauty and the Beast, La febbre del sabato sera, Il violinista sul tetto; ha anche ricoperto il ruolo di Fantine ne Les Misérables. Nella stagione 2002/2003 è stata nominata ad un ACE Award alla miglior attrice per la sua performance in Jazz, Swing, Tap.  L'anno successivo lavora in Mina...che cosa sei? di cui è anche autrice con la regista Valeria Ambrosio.  Per la sua interpretazione in questo spettacolo vince l'ACE Award alla miglior attrice in un musical. È apparsa anche in programmi televisivi argentini come Hombres de Honor, Pensionados e El sodero de mi vida. Ha fatto parte anche del cast del tour internazionale di Tango por Dos.
Durante le ricerche a Buenos Aires di una protagonista per il revival londinese del musical Evita, un impiegato della Really Useful Group, la compagnia di Andrew Lloyd Webber, vide la Roger e propose il suo nome.
Dopo numerose audizione, la Roger ottiene la parte e ricopre il ruolo di Evita Perón nel revival londinese del 2006 di Evita, in scena all'Adelphi Theatre. Per la sua interpretazione nel ruolo della nota first lady argentina ottiene ottime recensioni; viene anche nominata ad un Laurence Olivier per miglior attrice protagonista in un musical nel 2007, ma il premio viene vinto da Jenna Russell per Sunday in the Park with George.  Roger interpreta anche il ruolo di Gabriella nello spettacolo Boeing-Boeing, diretto da Matthew Warchus e messo in scena al Comedy Theatre. Nel 2008 ricopre il ruolo di Édith Piaf nella produzione alla Donmar Warehouse del dramma Piaf, per il quale vince il Laurence Olivier per la miglior attrice protagonista in un musical nel 2009. Lo spettacolo fu poi messo in scena al Vaudeville Theatre e portato in un tour internazionale che tocca anche la città della Roger, Buenos Aires. Tornata in Argentina, la Roger torna a lavorare per breve tempo in Mina...che cosa sei?. Dal 10 settembre al 21 novembre 2010 interpreta Fosca, la protagonista, nella produzione del musical di Stephen Sondheim Passion in scena alla Donmar Warehouse. Per la sua interpretazione ottiene la sua terza nomination al Laurence Olivier per la miglior attrice.
Elena Roger torna a ricoprire i panni di Evita Perón nel revival del 2012 di Evita a Broadway, al fianco di Ricky Martin e Michael Cerveris. Questa produzione, in scena al Marquis Theatre, è diretta da Michael Grandage e coreografata da Rob Ashford.

## Incisioni discografiche
Elena Roger può essere ascoltata nell'album di Mina...che cosa sei? e nelle due incisioni discografiche di Evita a cui ha preso parte, ossia quelle del revival di Londra del 2006 e quello del 2012 a Broadway). Ha registrato anche altri due album: Vientos Del Sur e Recorriendo el Rock Nacional, registrato live a Buenos Aires.

## Filmografia parziale
- The German Doctor (Wakolda), regia di Lucía Puenzo (2013)
- Intrecci del passato (Entrelazados) - serie TV, 11 episodi (2021-2023)

## Doppiatrici italiane
- Stella Musy in Intrecci del passato